# Quiraing
Le Quiraing est une formation géologique d'origine volcanique, née d'un glissement de terrain sur le Trotternish, une péninsule de l'île de Skye en Écosse. Il est aujourd'hui encore en mouvement, la route qui passe à sa base près de Flodigarry est surveillée chaque année par des balises.
La forme du relief est étrange : composé d'un bloc énorme de basalte couvert de gazon et plat comme une table, il est entouré d'aiguilles, de piliers et de colonnes peu accessibles. 

## Source de la traduction

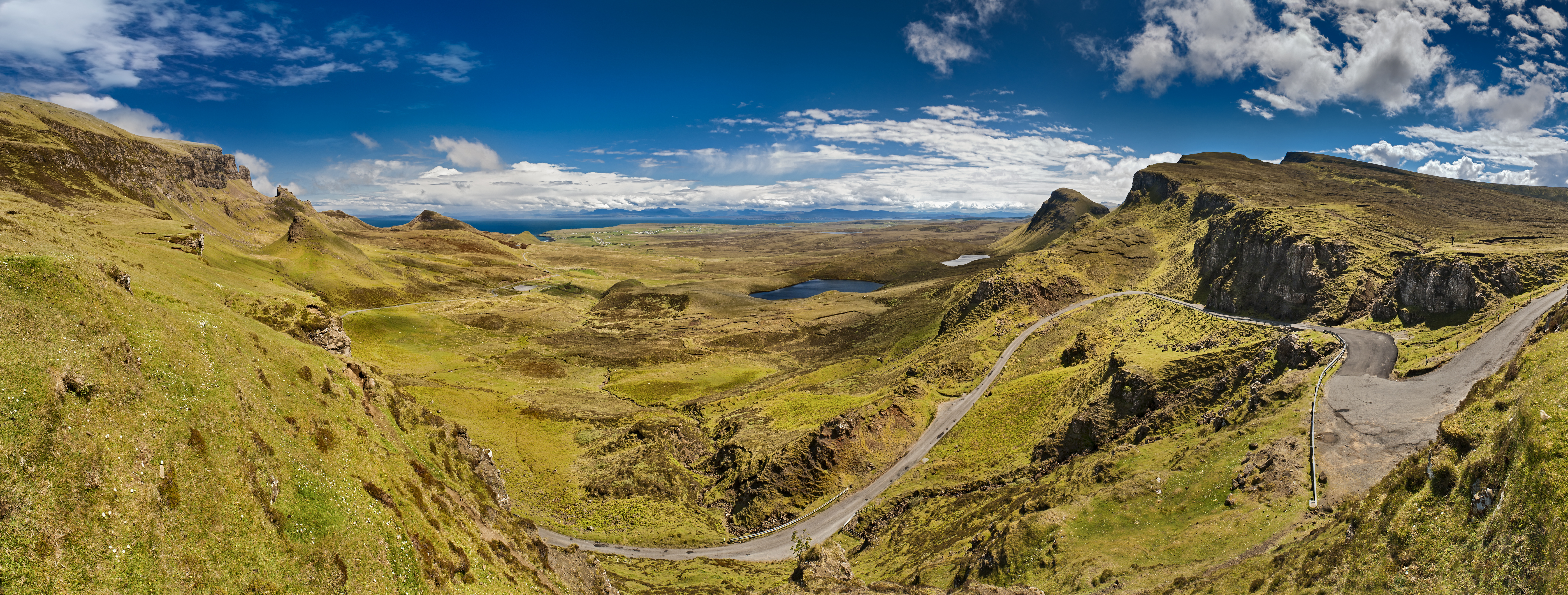
Panorama de Quiraing.

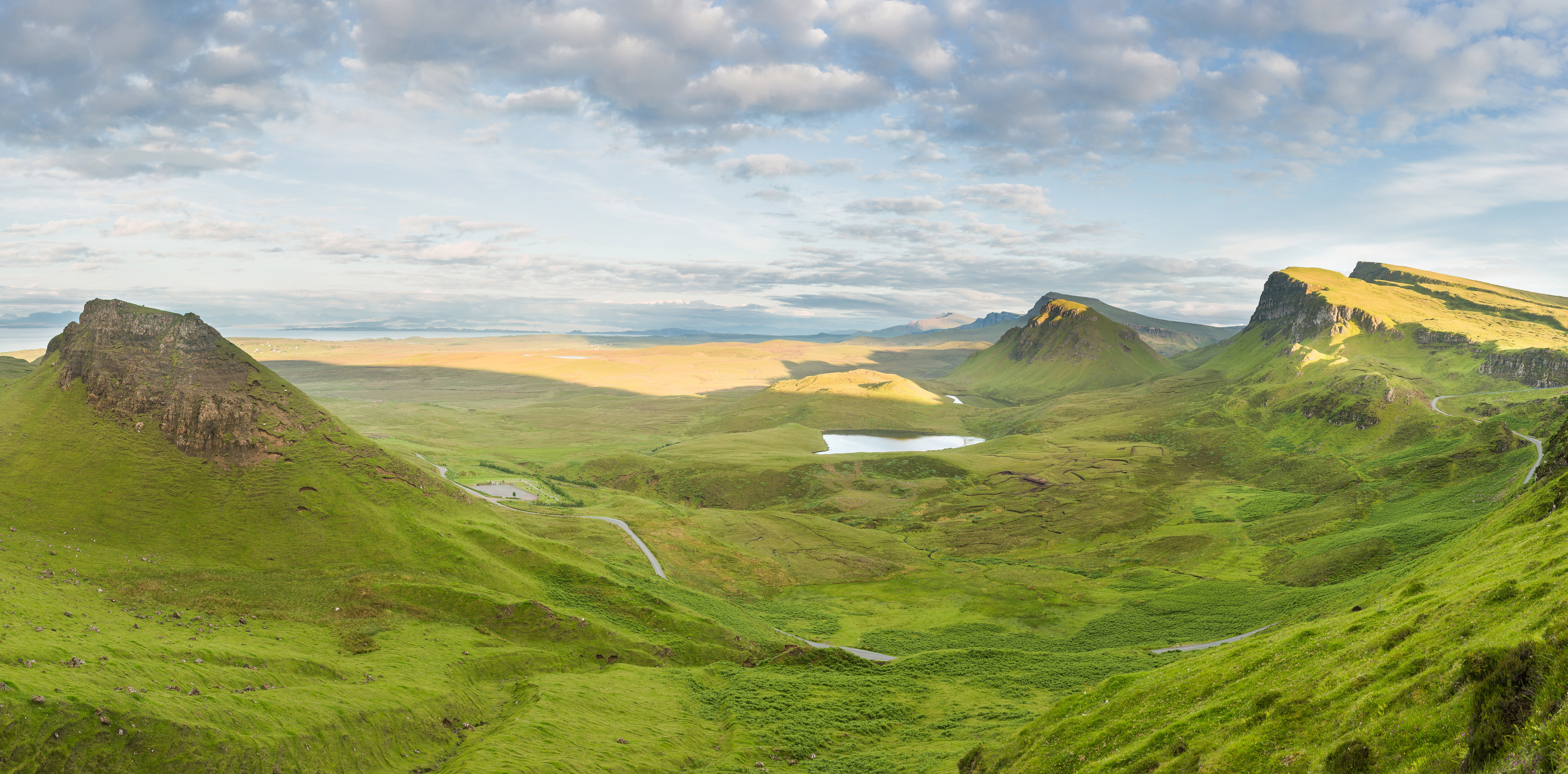
Presque le même avec des tons un peu différents.

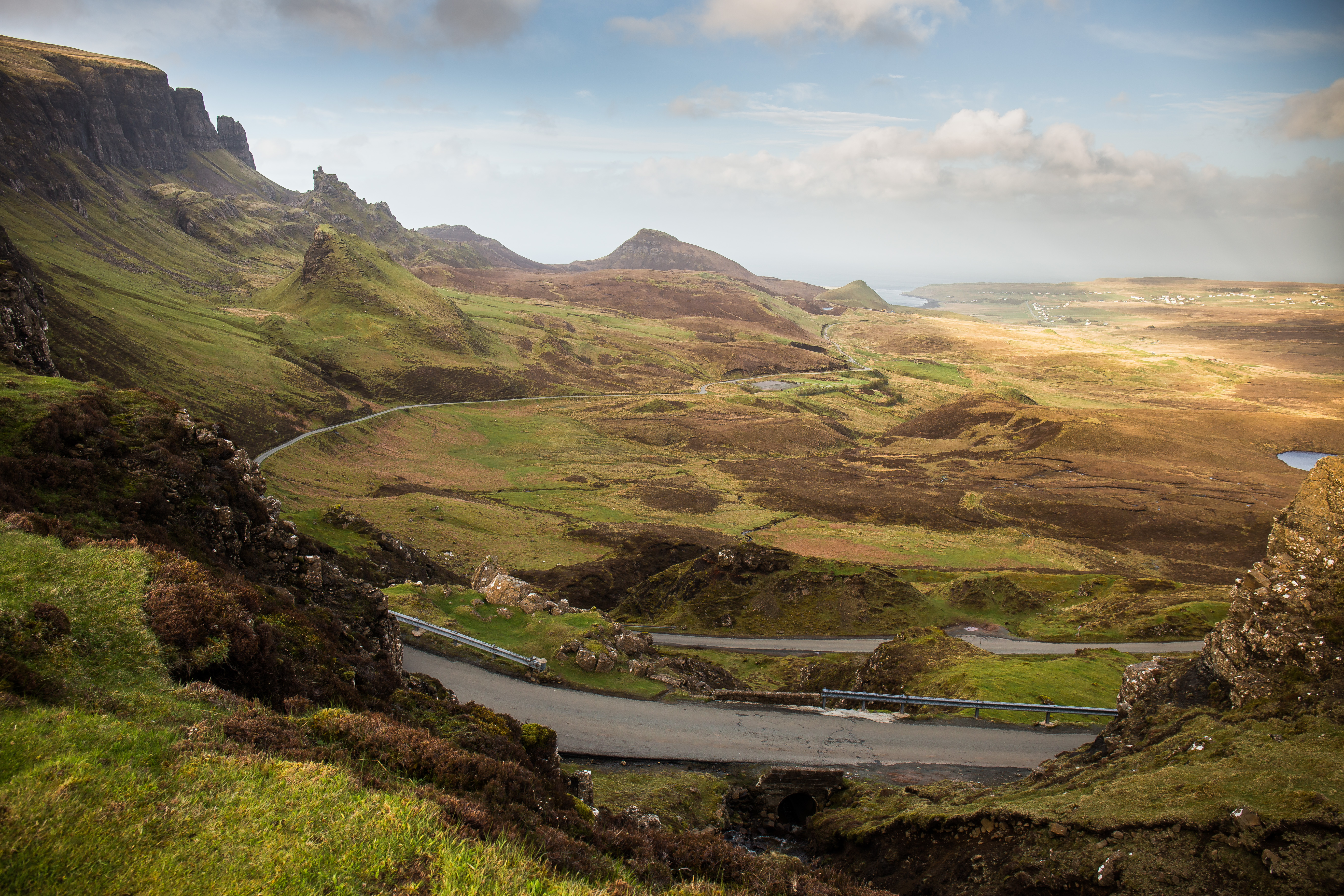
Route du Quiraing

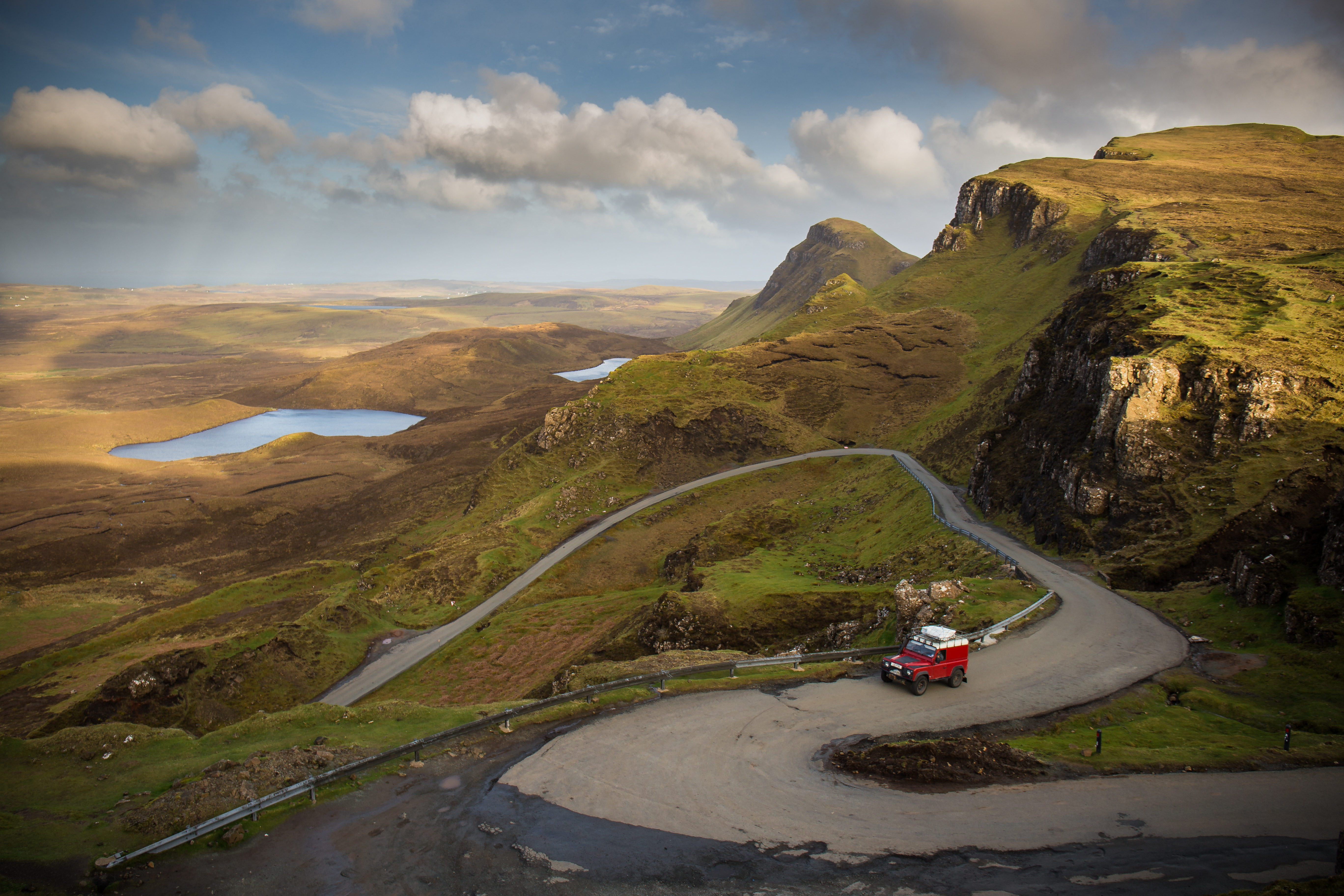
La route traversant le Quiraing

- (en) Cet article est partiellement ou en totalité issu de l’article de Wikipédia en anglais intitulé « Quiraing » (voir la liste des auteurs).